# Hevesi
A Hevesi régi magyar családnév, amely a származási helyre utalhat: Heves vármegye, Heves (település).

## Híres Hevesi nevű személyek
Hevesi
- Hevesi József (1857–1929) író, újságíró
- Hevesi Sándor (1873–1939) magyar rendező, egyetemi tanár, drámaíró, kritikus, író, műfordító, színházigazgató
- Hevesi Gyula (1890–1970) magyar vegyészmérnök, közgazdász, politikus
- Hevesi András (1901–1940) magyar író, tárcaíró, újságíró, műfordító
- Hevesi István (1931–2018) magyar olimpiai bajnok vízilabdázó, úszó, edző
- Hevesi Tamás (1964) magyar énekes, labdarúgóedző

Hevesy
- Hevesy György (1885–1966) George de Hevesy, magyar vegyész
- Hevesy Iván (1893–1966) magyar film- és fotóesztéta, film- és művészettörténész

Hevessy
- Hevessy József (1931–2005) polgármester
- Hevessy Kálmán Gábor (1946) magyar belsőépítész tervezőművész